# منتزه ديد باتلفيلد التاريخي الحكومي
Dade Battlefield Historic State Park هي حديقة ولاية تقع على الطريق الإقليمي 603 بين الطريق السريع 75 (المخرج 314) والطريق الأمريكي 301 في مقاطعة سومتر، فلوريدا . تبلغ 80-أكر (32 ها)تبلغ مساحة الحديقة 40 أكر (160,000 م2) من أخشاب الصنوبر المسطحة وأرجوحة من خشب البلوط الحي. ويُطلق عليه أيضًا موقع مذبحة دايد، وهو يحافظ على ساحة معركة الحرب السيمينولية الثانية حيث قاتل محاربو السيمينول القبليون وحلفاء السيمينول السود الجنود تحت قيادة الرائد فرانسيس إل دايد في 28 ديسمبر 1835. كل عام، في عطلة نهاية الأسبوع بعد عيد الميلاد (أقرب ما يمكن إلى التاريخ الأصلي)، ترعى جمعية ساحة معركة ديد إعادة تمثيل المعركة التي بدأت حرب السيمينول الثانية.
تحت عنوان النصب التذكاري التاريخي لمعركة ديد ، فهو أيضًا معلم تاريخي وطني للولايات المتحدة (تم تعيينه على هذا النحو في 14 أبريل 1972). 

## تاريخ

### حرب السيمينول الثانية
تفاوضت حكومة الولايات المتحدة على معاهدة مولتري كريك في عام 1824، مما وضع السيمينول في محمية تضمنت موقع المعركة المستقبلية.  أثارت مجموعة من المستوطنين البيض الذين انتقلوا إلى الأراضي العامة في انتهاك لمعاهدة مولتري كريك،  وصيادي العبيد الذين تعدوا على المحمية لالتقاط المارون دون إثبات الملكية،  وتنفيذ الحكومة لقانون إزالة الهنود ومعاهدة باين لاندينج لنقل السيمينول على الرغم من احتجاجات زعماء السيمينول  غضب السيمينول. 
في حوالي الساعة 8:00 صباح يوم 28 ديسمبر 1835، نصب حوالي 130 من السيمينول، بقيادة الزعيم ميكانوبي ، كمينًا للرائد ديد وأكثر من 100 رجل على طول جزء من طريق فورت كينج أثناء مسيرتهم لتعزيز القوات المتمركزة في فورت كينج ( أوكالا الحالية، فلوريدا ). قُتل ديد، وضابط قائد آخر، والجناح الأيسر بأكمله، الذي يتكون من نصف القوات، في الهجوم الأول. على مدى الساعات الست التالية، تبادلت قوات ديد المتبقية والقوات السيمينول إطلاق النار؛ وتوقف إطلاق النار عندما قُتل جميع رجال ديد باستثناء ثلاثة منهم ومرشدهم لويس باتشيكو . عاد الجنديان جوزيف سبراج ورانسوم كلارك إلى فورت بروك ( تامبا، فلوريدا حاليًا)؛ خدم سبراج لاحقًا حتى نهاية حرب السيمينول الثانية ، وتوفي كلارك متأثرًا بجراحه بعد خمس سنوات. بدأت مذبحة ديد الحرب السيمينولية الثانية. 
في عام 1836، أمر الجنرال توماس سيدني جيسوب فوجًا من رجال الميليشيات في تينيسي  بقيادة الرائد روبرت أرمسترونج، ببناء مستودع إمداد في موقع مذبحة ديد يُدعى حصن أرمسترونج. من حصن أرمسترونج، قاد العميد ريتشارد كيث كول هجومًا على السيمينول الذين يعيشون في مستنقع واهاو بعد أيام قليلة من انتهاء بناء الحصن.  وفي وقت لاحق من عام 1837، تولى الرائد توماس تشايلدز قيادة المنصب. خلال فترة ولايته، تم اعتقال "العقيد ديل"، الذي ادعى أنه كان يبحث عن العبيد الهاربين، وأُمر بالعودة إلى مقر إقامته. أصدر الجنرال جيسوب أمرًا بمنع جميع موظفي الحكومة وركاب القطارات السريعة من المرور عبر حصن أرمسترونج لغرض البحث عن العبيد الهاربين. وكان هذا بهدف السماح للسود السيمينول بدخول الحصن وترحيلهم في النهاية إلى المحميات الواقعة غرب نهر المسيسيبي.  في عام 1984، وبعد عدة سنوات من العمل، وضعت جمعية مقاطعة سومتر التاريخية علامة في موقع حصن أرمسترونج. 

### أوائل القرن العشرين
بدأت محاولات الحفاظ على موقع مذبحة دايد في عام 1897 بمشروع قانون تم تقديمه إلى الكونجرس الأمريكي والذي دعا إلى إنشاء حديقة وطنية في ساحة معركة مذبحة دايد وإدراجها في نظام المتنزهات الوطنية.  بدأ عضو الكونجرس عن ولاية فلوريدا ستيفن سباركمان جهوده للحفاظ على موقع مذبحة دايد  في 27 يناير 1904، مع تقديم مشروع قانون آخر في مجلس النواب الأمريكي يسعى إلى إنشاء حديقة وطنية في موقع المعركة.  في عام 1907 ومرة أخرى في عام 1912، أعاد سباركمان تقديم التشريع الذي يوفر التمويل لإنشاء علامة والحفاظ على ساحة المعركة.   في عام 1919، قدم ممثل الولايات المتحدة هنري جاكسون درين من فلوريدا، الذي زار منطقة ساحة معركة ديد في عام 1884، مشروع قانون آخر لإنشاء نصب تذكاري في الموقع. 

### عشرينيات القرن العشرين
في عام 1910، شجعت صحيفتان في فلوريدا، هما ليزبورج كوميرشال وسانت لوسي تريبيون ، المشرعين على وضع علامة على موقع المذبحة.  وعلى مستوى الولاية، جرت محاولة لإنشاء حديقة تذكارية في موقع مذبحة دايد في أوائل عشرينيات القرن العشرين. قبل فترة ولايته في الهيئة التشريعية لولاية فلوريدا، عقد قاضي مقاطعة ليك جيه سي بي كونس جلسات استماع قبل المحاكمة في موقع الحديقة.  وبسبب إعجابه بالمعركة، بدأ قاضي مقاطعة ليك كونس في تطوير المنطقة إلى حديقة في عام 1908. في عام 1921، بصفته ممثل مقاطعة سومتر في مجلس النواب في فلوريدا، حث كونس، وعضو مجلس الشيوخ في الولاية دبليو إم إيجو من يوستيس ، وممثل الولاية إل دي إيدج من جروفلاند ، وممثل الولاية تي جي فوتش من ليزبورج ،  وعضو مجلس الشيوخ الأمريكي دنكان فليتشر، الهيئة التشريعية في فلوريدا على الحفاظ على الموقع. 
في عام 1921، عينت ولاية فلوريدا كونس، وفريد سي. كوبيرلي (مؤلف كتاب مذبحة ديد  )، والسيدة إيه إم رولاند كمفوضين لمنتزه ديد التذكاري  وسمحت لهم بشراء 80 فدانًا من الأراضي في موقع المذبحة والمناطق المحيطة به من ثلاث عائلات محلية وشركة محلية مقابل 2000 دولار أمريكي.  كما عين المجلس التشريعي لولاية فلوريدا مجلسًا لصيانة  وتشغيل الحديقة. 
بعد إقرار مشروع القانون، قام سكان مقاطعة سومتر بتطهير الأرض لتشكيل الحديقة.  خلال عشرينيات القرن العشرين، قام كونس بنحت تماثيل للجنود والسيمينول المشاركين في المعركة، وأمر ببناء تمثال برونزي لتصوير ديد، وبنى شرفة المراقبة، وأنشأ النصب التذكارية التي تشير إلى أماكن سقوط الضباط. قام كونس وابنه أو بي كونس بالحفاظ على المناظر الطبيعية.  كما عمل على وضع قوس عند مدخل الحديقة، وإنشاء طريق يؤدي إلى الحديقة في عام 1926، وخطوط الطاقة الكهربائية لربط الحديقة بشبكة الكهرباء.  قام كونس أيضًا ببناء تماثيل أخرى، مثل طائر البجع.  في عام 1922، قام الممثل درين والكاتب الرئيسي ناثان هازن من إدارة الأسلحة بترتيب شحن مدفعين إلى متنزه ديد التذكاري.  تم تعليق صورة الزعيم ميكانوبي في النزل، كما تم وضع تمثال لأوسيولا بالقرب من النزل تكريمًا للزعيمين. 

### الذكرى المئوية لمذبحة دايد
في عام 1935، روّج كونس لفكرة إقامة احتفال لإحياء الذكرى المئوية لمذبحة دايد.  ولإحياء الذكرى المئوية لمذبحة دايد، خطط المنظمون لإعادة تمثيل المعركة. وكان من المقرر دعوة السيمينول للانضمام إلى حكومة الولايات المتحدة والتوقيع رسميًا على معاهدة سلام معها.  تم تغيير الخطط في النهاية لتشمل عرضًا عسكريًا، وحفل شواء، وحفلات موسيقية، وخطابات لكبار الشخصيات،  وإعادة تمثيل كامل.  في 28 ديسمبر 1935، حضر الحفل أكثر من 5000 شخص، بما في ذلك حاكم فلوريدا.  

### الحرب العالمية الثانية
خلال الحرب العالمية الثانية، كانت حديقة ديد التذكارية بمثابة منشأة للجيش الأمريكي .  قامت وحدة سلاح الجو التابع للجيش الأمريكي بتدريب الأفراد على شفرة مورس والاتصالات اللاسلكية  من يناير 1944 إلى يونيو 1944.  في 29 مايو 1944، تم نقل أعضاء شركة تحذير الطائرات الإشارة 622 إلى قاعدة في أوكوي، فلوريدا . 
كما كانت الحديقة بمثابة قاعدة سكنية للجنود العاملين في مطار بوشنيل للجيش .  كانت الخيام وغرفة الإمدادات تصطف في المنطقة أمام التحصينات بينما كانت قاعة الطعام، ومكتب، وحمام السيارات، وغرفة الاستحمام تحيط بأماكن المعيشة. كما تم بناء مبانٍ أخرى في مناطق أخرى من الحديقة. 

### خمسينيات القرن العشرين
في عام 1949، قام المجلس التشريعي لولاية فلوريدا بحل لجنة متنزه ديد التذكاري ونقل المتنزه تحت رعاية مجلس المتنزهات والنصب التذكارية التاريخية آنذاك.  تم بناء العديد من المرافق في هذا الوقت. في عام 1957، تم الانتهاء من بناء النزل الترفيهي.  افتتح المتحف في 4 يوليو 1957.  بحلول عام 1959، تم بناء ملعب للأطفال في الحديقة، وملعبين للتنس، وملعب بيسبول، وملاعب للعبة الشفلبورد ورياضة حدوة الحصان، والعديد من ملاجئ النزهة، وحظيرة للشواء. 
في محاولة لاستعادة الحديقة إلى الظروف التي كانت عليها في وقت المعركة، قامت إدارة الموارد الطبيعية بإزالة القوس والآثار،  وتمثال البجع.  في جلسة استماع عامة حول الحديقة، واجه مسؤولو قسم الموارد الطبيعية معارضة شديدة من سكان مقاطعة سومتر القدامى الذين شعروا أن التغييرات التي أجريت على الحديقة لم تحترم رؤية كونس للحديقة. قام السكان بإستعادة الآثار المهملة وإعادتها إلى الحديقة. عندما أدرك عالم الطبيعة في المنطقة جون دودريل أن التمثال الذي يصور ديد كان تمثالًا لجندي من الاتحاد ، حاول مسؤولو الوكالة جمع الأموال لاستبدال التمثال. وشعر سكان المقاطعة بأن الدولة هي التي تملي تصميم الحديقة، فعارضوا هذا الإجراء. في عام 1983، صمم دودريل لوحة تشرح للزوار أن التمثال يمثل جميع جنود مقاطعة سومتر الذين سقطوا. 

### الستينيات
حوالي عام 1968، عثر موظفو مقاطعة سومتر على عدة أسطوانات يبلغ طولها 12 بوصة (30 سنتيمتر) وقطرها حوالي ثلاثة-fourths of an بوصة (1.9 سنتيمتر) على أراضي موقع معركة ديد التاريخي. وبسبب الشك في أن القوارير كانت ذخائر تم دفنها في أراضي الحديقة أثناء الحرب العالمية الثانية، قام العمال بتسليم القوارير إلى وكالة حكومية. وفقًا لمدير الدفاع المدني السابق لمقاطعة سومتر، فيرنون بيري، ذكرت الوكالة أن إحدى القوارير انفجرت أثناء قيام الوكالة بتحليلها. 

### سبعينيات القرن العشرين
في 22 يناير 1973، رشح ني لاندروم، رئيس قسم الترفيه والمتنزهات، ساحة معركة ديد ليتم وضعها في السجل الوطني للأماكن التاريخية.  في 7 نوفمبر 1973، أصدرت دائرة المتنزهات الوطنية رقم السجل الوطني 72000353 إلى ساحة معركة ديد، مما أدى إلى إدراج الحديقة في السجل الوطني للأماكن التاريخية.  في عام 1994، أدرجت هيئة المتنزهات الوطنية الحديقة باعتبارها معلمًا تاريخيًا وطنيًا.  لتسهيل دراسة الحديقة، وضعت دائرة المتنزهات الوطنية الحديقة تحت الموضوعات التالية  الشؤون السياسية والعسكرية، 1783-1860 - الديمقراطية الجاكسونية، 1828-1844  والتوسع غربًا للمستعمرات البريطانية والولايات المتحدة، 1763-1898 - الاتصال والصراع العسكري الأمريكي الأصلي - شرق نهر المسيسيبي، 1763-1850. 
في عام 1976، اختارت ولاية فلوريدا موقع ساحة معركة ديد التاريخي ليكون موقعًا لمسار الذكرى المئوية الثانية في فلوريدا. ولتأكيد الأهمية التاريخية للحديقة، حاولت إدارة الترفيه والمتنزهات إزالة ساحة اللعب، وملعب البيسبول، وملاعب التنس، وملاعب الشافلبورد والحصان. تم قطع الطرف الجنوبي للطريق الذي يقسم الحديقة، مما جعلها آمنة للزوار.

### ثمانينيات القرن العشرين
على الرغم من أن أعضاء الجمعية التاريخية في فلوريدا والعديد من منظمات قدامى المحاربين في مقاطعة سومتر قاموا برعاية يوم تذكاري أقيم في 28 ديسمبر 1966،  إلا أن إعادة تمثيل مذبحة ديد الأولى أقيمت في 28 ديسمبر 1980، بمناسبة الذكرى السنوية 145 للمعركة.  قام مؤرخ مدينة ديد وخبير مذبحة ديد فرانك لاومر، مرتديًا زي الجندي رانسوم كلارك، بإعادة سرد قصة المعركة لـ 300 من الحضور.  أقام حراس الحديقة من ساحة معركة ديد وفورت فوستر، الذين كانوا يرتدون الزي الرسمي لتلك الفترة، معسكرًا مشابهًا لمعسكر ديد. 
تم إعادة تمثيل أول حادثة مدتها ساعتان منذ عام 1935 في 28 ديسمبر 1985.  في عام 1987، قامت الولاية ببناء حاجز يبلغ ارتفاعه 5-قدم (1.5-متر) وطوله 150-قدم (46-متر) على الملعب الخارجي لملعب البيسبول لتعزيز رؤية الزوار لإعادة تمثيل الأحداث.  بثت إحدى محطات التلفزيون في تامبا مقاطع عن رحلة تذكارية قادها لاومر من نهر هيلزبورو إلى الحديقة من 27 ديسمبر 1988 إلى يوم إعادة تمثيل الأحداث في 1 يناير 1989. دفع الحضور القياسي الذي بلغ 4500 شخص في إعادة تمثيل المذبحة في الأول من يناير/كانون الثاني عام 1989 جمعية معركة ديد إلى التفكير في بناء مدرج. منحت وزارة الموارد الطبيعية في فلوريدا الموافقة على بناء المدرج.  بالنسبة لإعادة تمثيل المعركة التي أقيمت في 28 ديسمبر 1989، قامت جمعية ساحة معركة ديد بتوسيع الحدث إلى حدث يستمر يومين مع إعادة تمثيل كاملة يومي السبت والأحد. 
وفي 29 ديسمبر 1989 أيضًا، وصل إلى الحديقة سيف ضابط ينتمي إلى ضابط مدفعية في قيادة ديد على سبيل الإعارة من مؤسسة سميثسونيان .  بعد رؤية وصف السيف في مجلة سميثسونيان ، اتصل الدكتور راي جيرون، وهو أستاذ سابق في كلية سانتا في المجتمعية وكلية وسط فلوريدا المجتمعية والذي يجمع السيوف، ولاومر بالمنظمة. وعلموا أن السيف كان موجودًا في مجموعة سميثسونيان منذ عام 1880.  طلب جيرون ولاومر إعارة السيف إلى متحف ساحة معركة ديد. تم عرض السيف في صندوق يحتوي على حزام نقود وحزام كانا ملكًا للملازم ويليام باسنجر، أحد ضباط ديد.  

### التسعينيات
في عام 1996، استضاف موقع ساحة معركة ديد التاريخي أول يوم تذكاري سنوي للحرب العالمية الثانية. منذ الحدث الأول، تطور الاحتفال ليشمل إعادة تمثيل الأحداث التي تمثل الحلفاء والمحور، والبائعين، والموسيقى، والمعسكرات، والمركبات، والطعام. 

### العقد الأول من القرن الحادي والعشرين
قام أكثر من 70 طفلاً و100 شخص بالغ من مؤتمر الشباب في سيمينول هوليوود بزيارة موقع ساحة معركة ديد التاريخي كجزء من جولة "العودة إلى درب سيمينول" في 8 يوليو 2003. تم تنظيم الرحلة بواسطة هولي تايجر وجو موتلو نورث وكانت بمثابة وسيلة للبالغين والأطفال من قبيلة السيمينول لزيارة ساحات معارك السيمينول حيث لم يسبق لمعظمهم زيارة هذه المواقع عندما كانوا أطفالًا.  على الرغم من أن السيمينول قاموا بتصوير أسلافهم خلال عمليات إعادة التمثيل السنوية،  كانت جولة "العودة إلى درب السيمينول" هي المرة الأولى التي يزور فيها أعضاء قبيلة السيمينول الحديقة رسميًا. خلال الزيارة، شرح الشيوخ بيلي سيبرس وبوبي هنري وحارس الحديقة تشاك ويكس كلا الجانبين من الصراع للمجموعة. ثم قام أعضاء المؤتمر بالسير على طول المسارات وزاروا المتحف. 
في يناير 2011، أدرجت وزارة حماية البيئة في فلوريدا موقع ساحة معركة ديد التاريخي كواحد من 53 حديقة سيتم إغلاقها أمام الجمهور لتقليل ميزانية الوكالة بنسبة 15% وفقًا لما نص عليه المجلس التشريعي لولاية فلوريدا. صرحت إدارة حماية البيئة أن الحدائق مثل موقع Dade Battlefield State Historic Site تم اختيارها بناءً على أعداد الزوار وافتقارها إلى مرافق التخييم.   أثار هذا الأمر غضب السكان وعضوة مجلس الشيوخ بالولاية باولا دوكري.  ولإثارة الاهتمام بالمنتزه، نظم أعضاء جمعية Dade Battlefield Society فعاليات مثل مهرجان البلوجراس ومعرض للفنون والحرف اليدوية. بالإضافة إلى ذلك، قام السكان بتنظيم مجموعة أصدقاء ساحة معركة ديد، وهي مجموعة تم تشكيلها بهدف إثارة الاهتمام بالحديقة.  في فبراير 2011، التقى حاكم ولاية فلوريدا ، ريك سكوت ، بمسؤولي إدارة حماية البيئة، وأعرب عن رفضه لخطة الإدارة،  قائلاً: "كما تعلمون، لقد حصلنا على ميداليتين ذهبيتين لحدائقنا. أعتقد أن لدينا أكثر من 20 مليون زائر. لذا، لا، لدينا حدائق رائعة، وعلينا التأكد من الحفاظ عليها والعناية بها." 
في أبريل 2013، استضافت الحديقة أول مهرجان سنوي للطائرات الورقية والحياة البرية. كانت طيور الدرواس ذات الذيل السنوني قد زارت الحديقة، وقررت جمعية ساحة معركة ديد إنشاء مهرجان لتثقيف الجمهور حول هذه الطيور. وتضمنت أنشطة المهرجان محاضرة عن الطائرات الورقية ذات الذيل السنوني، وبناء الطائرات الورقية والتحليق بها، وبناء بيوت الطيور، ومشاهدة الطائرات الورقية ذات الذيل السنوني. 

## مناخ
متوسط أدنى درجة حرارة لشهر يناير هو 45.5 °ف (7.5 °م) في حين يبلغ متوسط ارتفاع درجة الحرارة 70.9 °ف (21.6 °م) . يبلغ متوسط الارتفاع في يوليو 91.5 °ف (33.1 °م) بينما يبلغ متوسط درجات الحرارة الدنيا 70.5 °ف (21.4 °م) . بلغ متوسط هطول الأمطار من 1 أبريل 1918 إلى 30 أبريل 2012. ولم يتساقط الثلج خلال تلك الفترة.

## المرافق والأنشطة الترفيهية
وتمتد النصب التذكارية التي تشير إلى مواقع مقتل الضباط من مدخل الحديقة إلى حوالي 300 قدم (91 متر) جنوباً. يقع المتحف الذي يعرض تفاصيل حرب السيمينول على 49 قدم (15 متر) من نسخة التحصينات وحوالي 600 قدم (180 متر) من المعالم التذكارية الواقعة في أقصى الشمال. تجري إعادة تمثيل المعركة في منطقة خالية من الأشجار في غابة الصنوبر على بعد حوالي 200 ياردة (متر) من موقع المعركة الفعلية. 
تشمل الأنشطة التنزه ومشاهدة المعروضات في مركز الزوار ومشاهدة الحياة البرية. يمتد مسار طبيعي بطول 3,499-قدم (1,066-متر) عبر غابات الصنوبر المسطحة.  كما يوجد شرفة، ونزل يتسع لـ 96 شخصًا ويحتوي على مطبخ، ومناطق خارجية يمكن تأجيرها لحفلات الزفاف والمناسبات الخارجية،  وملعب تنس، وملعبان للعبة الشفلبورد، وستة ملاجئ للنزهة.  تم إخفاء العديد من الجيوكاشات في الحديقة. تفتح الحديقة أبوابها من الساعة 8 صباحًا حتى غروب الشمس كل يوم من أيام السنة، بينما يفتح مركز الزوار من الساعة 9 صباحًا حتى 5 مساءً

## التاريخ الطبيعي

### الجيولوجيا
تقع الحديقة في المرتفعات الوسطى، وهي مسطحة بشكل عام، ويبلغ متوسط ارتفاعها 69 قدم (21 متر) فوق مستوى سطح البحر. أدنى نقطة هي حفرة محفورة تبلغ مساحتها 0.6 فدان والتي أستخدمت كحفرة لحرق النباتات. الصخرة الأساسية الموجودة تحت الحديقة هي الحجر الجيري. كانت شركة Florida Crushed Stone Company تفكر في استخراج الحجر الجيري بالقرب من الحديقة، ولكنها اعتبرت جودة الحجر الجيري منتجًا تجاريًا رديئًا. 
تتكون التربة تحت ساحة معركة ديد من نوعين من الرمل: رمل كاناباها ورمل سبار الناعم. رمل كاناباها عبارة عن تربة رمادية سيئة التصريف وبطيئة النفاذية. وقد تشكلت في الرواسب البحرية التي تحتوي على الرمل والطمي. تدعم رمال كاناباها مناطق الغابات. رمل سبار الناعم هو رمل رمادي غامق اللون يوجد في المناطق الرملية والطينية التي كانت موجودة في المناطق البحرية. إنها سيئة التصريف ونفاذة ببطء. تدعم رمال سبار الناعمة أشجار الصنوبر والبلوط والماغنوليا والقرانيا والجوز. تشكلت هذه الرمال من العصر الإيوسيني الأوسط إلى العصر الهولوسيني. 
تزود مدينة بوشنيل الحديقة بمياه الشرب. تحتوي الحديقة على خندق يربط بين بركتين، بركة المركز، التي تقع جنوب بوشنيل، وبركة ويب (المعروفة باسم "بركة الموت" في السجلات المتعلقة بالمعركة)، وهي بركة تقع على ملكية خاصة مجاورة للحديقة. يوجد أربعة جسور في جميع أنحاء الحديقة تعبر الخندق. وعلى الرغم من أن المياه تتدفق إلى المناطق المستنقعية القريبة من الحديقة، فقد تدفقت المياه في الخندق ثلاث مرات من قبل، في أعوام 1994، و1995، و1998، وكلها كانت عندما هطلت أمطار غزيرة في المنطقة. 

### علم البيئة
كانت منطقة ساحات المعارك في الأصل عبارة عن سهول صنوبرية قاحلة. (يُعرف حاليًا باسم غابات الصنوبر الطويلة المسطحة الرطبة.)  أدى استخدام الأراضي إلى العديد من التغييرات في الأرض. في عام 1828، قام الجنود والعبيد ببناء طريق فورت كينج عن طريق قطع الأشجار السفلية والصنوبر، تاركين طريقًا بعرض 20-قدم (6.1-متر).  في مطلع القرن العشرين، تم استخدام خيوط الصنوبر المتبقية لإنتاج زيت التربنتين ولقطع الأشجار.  بحلول عام 1927، سيطرت أشجار البلوط على المجتمع.  خلال الحرب العالمية الثانية، تمت إزالة جذوع الصنوبر من الحديقة. في سبعينيات القرن العشرين، نصحت إدارة حماية البيئة في فلوريدا بإجراء عمليات حرق محكومة لمنع أشجار الصنوبر المسطحة في الحديقة من التحول إلى أرجوحة من خشب البلوط.  في الخمسينيات من القرن العشرين، اقترح مسؤولون من وزارة الموارد الطبيعية السماح للعشب والشجيرات بالعودة إلى حالتها الطبيعية، لكن السكان عارضوا هذا الإجراء.  في عام 1976، كجزء من استعدادات الولاية لمسار الذكرى المئوية الثانية، تمت إزالة العديد من النباتات غير الأصلية في فلوريدا وزرع أشجار الصنوبر طويلة الأوراق في الحديقة.  قامت لجنة تجميل المجتمع في عام 2012 التابعة لمكتب بستاني مقاطعة سومتر بتصميم وإعادة زراعة العديد من المناظر الطبيعية في الحديقة في المناطق العامة بالنباتات المحلية والمتوطنة.
لا يزال خمسة وأربعون فدانًا من موطن أشجار الصنوبر الطويلة الأصلية ( Pinus palustris ) موجودًا حتى يومنا هذا. تم زراعة خمسة أفدنة من أشجار الصنوبر المائل ( Pinus elliottii ) في الغابات المسطحة. تم الإبلاغ عن وجود نبات اليانسون الفلوريدي النادر أو اليانسون النجمي الأصفر ( Illicium parviflorum ) في الحديقة. ومن بين الحيوانات البرية في الحديقة نقار الخشب، والطيور المغردة، والصقور، والثعابين النيلية. يعيش في الحديقة عدد من السلاحف الجوفرية ( Gopherus polyphemus )، كما رصدت الثعابين النيلية الشرقية ( Drymarchon corais couperi ) في الحديقة. تغطي أشجار البلوط الحية( Quercus virginiana ) بقية الحديقة. 

## جمعية ساحة معركة ديد
جمعية ساحة معركة ديد هي منظمة غير ربحية أنشئت للحفاظ على موقع ساحة معركة ديد التاريخي.  تأسست في 8 يونيو 1987، لرفع مستوى الوعي العام بمذبحة ديد. منذ إنشاء المنظمة، قامت جمعية معركة ديد برعاية إعادة تمثيل مذبحة ديد سنويًا. كما قامت بإتاحة المعلومات حول المعركة للجمهور وأنشأت مقطعي فيديو، مدته ثلاثون دقيقة يوضح أحداث المعركة وفيلم قصير يتم عرضه في مركز زوار ساحة معركة ديد. بالإضافة إلى ذلك، قامت الجمعية بإعادة بناء حاجز السجل الأسمنتي وتصحيح اتجاه الحاجز حيث كان الحاجز يواجه الغرب وليس الشرق.  في عام 2002، اشترت الجمعية مدفعًا بطول ستة أرطال يشبه المدفع الذي استخدمه رجال ديد في المعركة.
يبدأ التمثيل السنوي في الساعة 2:00 مساءً يومي السبت والأحد.  يروي الممثل الذي يجسد دور الجندي رانسوم كلارك القصة قبل بدء المعركة مباشرة.  تبدأ المعركة عندما يتبادل السيمينول، الذين يمثلهم السيمينول من محمية بيج سيبرس السيمينولية، ورجال ديد إطلاق النار.  بعد "Taps"، ينهض الممثلون ويتحدثون إلى الجمهور.  تقام العروض والمحاضرات والموسيقى الشعبية ومسابقات الرماية بالبنادق ومسابقات رمي الفأس ومعرض تجاري خلال النهار. 

## قريب
تقع مدينة بوشنيل إلى الشمال والشرق من منتزه ديد باتلفيلد التاريخي الحكومي.  وتقع بلدة واهاو على ستة ميل (9.7 كيلومتر) إلى الغرب من المدينة.  كانت منطقة واهاو بمثابة منطقة محمية لقبيلة السيمينول أثناء حرب السيمينول الثانية.  خاض جيش الولايات المتحدة والسيمينول معركة نهر ويذلاكوتشي بالقرب من المدينة في 29 ديسمبر 1835. كما قام الجيش بتفتيش المنطقة عدة مرات أثناء حرب السيمينول الثانية.   اليوم، أصبحت المدينة منطقة مأهولة بالسكان ضمن مقاطعة سومتر ،  وموقع المعركة محمي من قبل ولاية فلوريدا كجزء من قائمة أولويات فلوريدا إلى الأبد. 